# Babin (Słowacja)
Babin (słow. Babín) – wieś (obec) w północnej Słowacji, w powiecie Namiestów, w kraju żylińskim. Pierwsza pisemna wzmianka o miejscowości pochodzi z 1564 roku.